# Дакский язык
Дакский язык — один из индоевропейских языков, на котором говорили жители исторической области Дакия. Считается близким родственником фракийского языка или даже его северной разновидностью.

## Описание и источники
О дакском языке известно довольно мало. Письменных источников о нём не существует. Сведения о языке почёрпнуты главным образом из:
- топонимов, гидронимов и прочих имён собственных (в том числе имён царей);
- примерно пятидесяти названий растений дакского происхождения, известных из греческих и римских источников (этимологизированы лишь некоторые из них)[1];
- субстратных слов румынского языка, ныне распространённого почти по всему ареалу проживания даков. Известно около четырёхсот таких слов (ср. рум. brânză, balaur); около ста шестидесяти из них имеют параллели в албанском. Возможно, эти слова являются древними заимствованиями из дакского в румынский.
- надписей на дакском.

## Генеалогическая классификация
В 1950-х годах болгарский языковед Владимир Георгиев опубликовал исследование, в котором утверждал, что дакская фонология близка албанской, чем добавил убедительности существовавшей и ранее теории о родстве языков даков, фракийцев и мёзов; при этом мёзский язык объявлялся промежуточным между дакским и фракийским.
Наличие параллельных слов между дако-фракийским и албанским, возможно, указывают на их родство.
Греческий географ Страбон утверждал, что геты говорили на том же языке, что и фракийцы, однако Георгиев настаивает на различии дакского и фракийского языков, указывая, в частности, что топонимы в Дакии и Мёзии оканчиваются на -dava, а во Фракии — на -para.

## Дакский как субстрат прарумынского

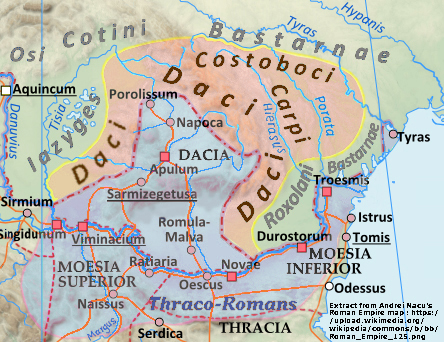
Синим отмечены завоевания Римской империи, красным — земли свободных даков.
Карта составлена на основе распространения дакских топонимов.

Вопрос об источнике субстратной лексики румынского остаётся открытым (см. Этногенез румын), однако теория о её дакском происхождении не может опираться только на процесс романизации в Дакии, ибо дакский язык был употребителен также в Мёзии и Дардании. Возможно, около трёхсот слов в восточно-романских языках имеют дакское происхождение; многие из них демонстрируют рефлексы велярных типа satem, ожидаемый в дако-фракийском ареале.